# Глазгов
Глазгов (енгл. Glasgow, шкотски Glesga) је град у Уједињеном Краљевству у Шкотској. Према процени из 2022. у граду је живело 622.820 становника. Глазгов је највећи град Шкотске, трећи највећи у Уједињеном Краљевству, и има са предграђима 1.861.315 милион становника. Град се налази на реци Клајд и западној обали Шкотске.
Глазгов је центар бродоградње, и за разлику од Лондона или престонице Шкотске Единбурга, важи за град индустрије и радништва. У граду се налази катедрала из 12. века, три универзитета (University of Glasgow, University of Strathclyde, Glasgow Caledonian University) и Уметничка школа Глазгова.

## Историја
Глазгов се развио у околини цркве из VI века, коју је подигао Свети Мунго, светитељ који је преобратио Шкоте у хришћанство.
Године 1175. основана је бискупија у Глазгову. Град је просперирао после уједињења Шкотске са Енглеском 1707.
Глазгов је постао центар трговине са Карибима. Ту се трговало дуваном, памуком и шећером. Река Клајд је регулисана тако да може да прихвата прекоокеанске бродове.
У основи, Глазгов је изграђен у XVIII веку. Катедрала светог Мунга (грађена од 12-15. века) је најстарији споменик, али је то ретка старија грађевина.
Универзитет Глазгова је основан 1453. Ово је био један од центара уметничког покрета „Арт нуво“, а његов представник Чарлс Мекинтош је основао Школу за уметност у Глазгову.
Град је био доста оштећен немачким бомбардовањем у Другом светском рату.

## Географија

### Клима
| Клима Пејслија, елевација: 16 m (52 ft), 1981–2010 нормале, екстреми 1959–садашњост | Клима Пејслија, елевација: 16 m (52 ft), 1981–2010 нормале, екстреми 1959–садашњост | Клима Пејслија, елевација: 16 m (52 ft), 1981–2010 нормале, екстреми 1959–садашњост | Клима Пејслија, елевација: 16 m (52 ft), 1981–2010 нормале, екстреми 1959–садашњост | Клима Пејслија, елевација: 16 m (52 ft), 1981–2010 нормале, екстреми 1959–садашњост | Клима Пејслија, елевација: 16 m (52 ft), 1981–2010 нормале, екстреми 1959–садашњост | Клима Пејслија, елевација: 16 m (52 ft), 1981–2010 нормале, екстреми 1959–садашњост | Клима Пејслија, елевација: 16 m (52 ft), 1981–2010 нормале, екстреми 1959–садашњост | Клима Пејслија, елевација: 16 m (52 ft), 1981–2010 нормале, екстреми 1959–садашњост | Клима Пејслија, елевација: 16 m (52 ft), 1981–2010 нормале, екстреми 1959–садашњост | Клима Пејслија, елевација: 16 m (52 ft), 1981–2010 нормале, екстреми 1959–садашњост | Клима Пејслија, елевација: 16 m (52 ft), 1981–2010 нормале, екстреми 1959–садашњост | Клима Пејслија, елевација: 16 m (52 ft), 1981–2010 нормале, екстреми 1959–садашњост | Клима Пејслија, елевација: 16 m (52 ft), 1981–2010 нормале, екстреми 1959–садашњост |
| Показатељ \ Месец                                                                   | .Јан.                                                                               | .Феб.                                                                               | .Мар.                                                                               | .Апр.                                                                               | .Мај.                                                                               | .Јун.                                                                               | .Јул.                                                                               | .Авг.                                                                               | .Сеп.                                                                               | .Окт.                                                                               | .Нов.                                                                               | .Дец.                                                                               | .Год.                                                                               |
| ----------------------------------------------------------------------------------- | ----------------------------------------------------------------------------------- | ----------------------------------------------------------------------------------- | ----------------------------------------------------------------------------------- | ----------------------------------------------------------------------------------- | ----------------------------------------------------------------------------------- | ----------------------------------------------------------------------------------- | ----------------------------------------------------------------------------------- | ----------------------------------------------------------------------------------- | ----------------------------------------------------------------------------------- | ----------------------------------------------------------------------------------- | ----------------------------------------------------------------------------------- | ----------------------------------------------------------------------------------- | ----------------------------------------------------------------------------------- |
| Апсолутни максимум, °C (°F)                                                         | 13,5 (56,3)                                                                         | 14,4 (57,9)                                                                         | 17,2 (63)                                                                           | 24,4 (75,9)                                                                         | 26,5 (79,7)                                                                         | 29,6 (85,3)                                                                         | 30,0 (86)                                                                           | 31,0 (87,8)                                                                         | 26,7 (80,1)                                                                         | 22,8 (73)                                                                           | 17,7 (63,9)                                                                         | 14,1 (57,4)                                                                         | 31 (87,8)                                                                           |
| Максимум, °C (°F)                                                                   | 6,9 (44,4)                                                                          | 7,4 (45,3)                                                                          | 9,6 (49,3)                                                                          | 12,6 (54,7)                                                                         | 15,9 (60,6)                                                                         | 18,1 (64,6)                                                                         | 19,7 (67,5)                                                                         | 19,2 (66,6)                                                                         | 16,4 (61,5)                                                                         | 12,7 (54,9)                                                                         | 9,4 (48,9)                                                                          | 6,9 (44,4)                                                                          | 12,9 (55,2)                                                                         |
| Просек, °C (°F)                                                                     | 4,4 (39,9)                                                                          | 4,6 (40,3)                                                                          | 6,3 (43,3)                                                                          | 8,7 (47,7)                                                                          | 11,6 (52,9)                                                                         | 14,1 (57,4)                                                                         | 15,9 (60,6)                                                                         | 15,5 (59,9)                                                                         | 13,1 (55,6)                                                                         | 9,7 (49,5)                                                                          | 6,7 (44,1)                                                                          | 4,3 (39,7)                                                                          | 9,6 (49,3)                                                                          |
| Минимум, °C (°F)                                                                    | 1,8 (35,2)                                                                          | 1,8 (35,2)                                                                          | 3,0 (37,4)                                                                          | 4,8 (40,6)                                                                          | 7,3 (45,1)                                                                          | 10,1 (50,2)                                                                         | 12,0 (53,6)                                                                         | 11,7 (53,1)                                                                         | 9,7 (49,5)                                                                          | 6,7 (44,1)                                                                          | 4,0 (39,2)                                                                          | 1,7 (35,1)                                                                          | 6,2 (43,2)                                                                          |
| Апсолутни минимум, °C (°F)                                                          | −14,8 (5,4)                                                                         | −7,5 (18,5)                                                                         | −8,3 (17,1)                                                                         | −4,4 (24,1)                                                                         | −1,1 (30)                                                                           | 1,5 (34,7)                                                                          | 3,9 (39)                                                                            | 2,2 (36)                                                                            | −0,2 (31,6)                                                                         | −3,5 (25,7)                                                                         | −6,8 (19,8)                                                                         | −14,5 (5,9)                                                                         | −14,8 (5,4)                                                                         |
| Количина кише, mm (in)                                                              | 148,2 (5,835)                                                                       | 104,6 (4,118)                                                                       | 112,3 (4,421)                                                                       | 63,6 (2,504)                                                                        | 67,5 (2,657)                                                                        | 66,4 (2,614)                                                                        | 73,0 (2,874)                                                                        | 92,5 (3,642)                                                                        | 112,5 (4,429)                                                                       | 143,1 (5,634)                                                                       | 126,4 (4,976)                                                                       | 135,2 (5,323)                                                                       | 1.245,3 (49,027)                                                                    |
| Дани са кишом (≥ 1.0 mm)                                                            | 17,3                                                                                | 13,2                                                                                | 14,9                                                                                | 11,6                                                                                | 11,9                                                                                | 11,1                                                                                | 12,0                                                                                | 12,8                                                                                | 13,8                                                                                | 16,8                                                                                | 16,0                                                                                | 15,5                                                                                | 167,0                                                                               |
| Сунчани сати — месечни просек                                                       | 37,6                                                                                | 66,9                                                                                | 98,6                                                                                | 134,5                                                                               | 180,1                                                                               | 158,9                                                                               | 154,3                                                                               | 146,8                                                                               | 114,9                                                                               | 85,2                                                                                | 54,0                                                                                | 33,1                                                                                | 1.265                                                                               |
| Извор #1: Met Office                                                                |                                                                                     |                                                                                     |                                                                                     |                                                                                     |                                                                                     |                                                                                     |                                                                                     |                                                                                     |                                                                                     |                                                                                     |                                                                                     |                                                                                     |                                                                                     |
| Извор #2: KNMI/Royal Dutch Meteorological Institute                                 |                                                                                     |                                                                                     |                                                                                     |                                                                                     |                                                                                     |                                                                                     |                                                                                     |                                                                                     |                                                                                     |                                                                                     |                                                                                     |                                                                                     |                                                                                     |

| Клима Аботсинча, елевација: 8 m (26 ft), 1981–2010 нормале, екстреми 1951–садашњост | Клима Аботсинча, елевација: 8 m (26 ft), 1981–2010 нормале, екстреми 1951–садашњост | Клима Аботсинча, елевација: 8 m (26 ft), 1981–2010 нормале, екстреми 1951–садашњост | Клима Аботсинча, елевација: 8 m (26 ft), 1981–2010 нормале, екстреми 1951–садашњост | Клима Аботсинча, елевација: 8 m (26 ft), 1981–2010 нормале, екстреми 1951–садашњост | Клима Аботсинча, елевација: 8 m (26 ft), 1981–2010 нормале, екстреми 1951–садашњост | Клима Аботсинча, елевација: 8 m (26 ft), 1981–2010 нормале, екстреми 1951–садашњост | Клима Аботсинча, елевација: 8 m (26 ft), 1981–2010 нормале, екстреми 1951–садашњост | Клима Аботсинча, елевација: 8 m (26 ft), 1981–2010 нормале, екстреми 1951–садашњост | Клима Аботсинча, елевација: 8 m (26 ft), 1981–2010 нормале, екстреми 1951–садашњост | Клима Аботсинча, елевација: 8 m (26 ft), 1981–2010 нормале, екстреми 1951–садашњост | Клима Аботсинча, елевација: 8 m (26 ft), 1981–2010 нормале, екстреми 1951–садашњост | Клима Аботсинча, елевација: 8 m (26 ft), 1981–2010 нормале, екстреми 1951–садашњост | Клима Аботсинча, елевација: 8 m (26 ft), 1981–2010 нормале, екстреми 1951–садашњост |
| Показатељ \ Месец                                                                   | .Јан.                                                                               | .Феб.                                                                               | .Мар.                                                                               | .Апр.                                                                               | .Мај.                                                                               | .Јун.                                                                               | .Јул.                                                                               | .Авг.                                                                               | .Сеп.                                                                               | .Окт.                                                                               | .Нов.                                                                               | .Дец.                                                                               | .Год.                                                                               |
| ----------------------------------------------------------------------------------- | ----------------------------------------------------------------------------------- | ----------------------------------------------------------------------------------- | ----------------------------------------------------------------------------------- | ----------------------------------------------------------------------------------- | ----------------------------------------------------------------------------------- | ----------------------------------------------------------------------------------- | ----------------------------------------------------------------------------------- | ----------------------------------------------------------------------------------- | ----------------------------------------------------------------------------------- | ----------------------------------------------------------------------------------- | ----------------------------------------------------------------------------------- | ----------------------------------------------------------------------------------- | ----------------------------------------------------------------------------------- |
| Апсолутни максимум, °C (°F)                                                         | 13,5 (56,3)                                                                         | 14,3 (57,7)                                                                         | 18,9 (66)                                                                           | 24,0 (75,2)                                                                         | 27,4 (81,3)                                                                         | 29,6 (85,3)                                                                         | 30,1 (86,2)                                                                         | 31,2 (88,2)                                                                         | 26,7 (80,1)                                                                         | 23,9 (75)                                                                           | 16,0 (60,8)                                                                         | 14,6 (58,3)                                                                         | 31,2 (88,2)                                                                         |
| Максимум, °C (°F)                                                                   | 6,4 (43,5)                                                                          | 6,9 (44,4)                                                                          | 9,0 (48,2)                                                                          | 11,7 (53,1)                                                                         | 15,0 (59)                                                                           | 17,4 (63,3)                                                                         | 19,2 (66,6)                                                                         | 18,9 (66)                                                                           | 16,2 (61,2)                                                                         | 12,4 (54,3)                                                                         | 9,1 (48,4)                                                                          | 6,4 (43,5)                                                                          | 12,4 (54,3)                                                                         |
| Просек, °C (°F)                                                                     | 3,8 (38,8)                                                                          | 4,1 (39,4)                                                                          | 5,8 (42,4)                                                                          | 7,8 (46)                                                                            | 10,6 (51,1)                                                                         | 13,2 (55,8)                                                                         | 15,2 (59,4)                                                                         | 14,9 (58,8)                                                                         | 12,7 (54,9)                                                                         | 9,3 (48,7)                                                                          | 6,4 (43,5)                                                                          | 3,8 (38,8)                                                                          | 8,9 (48)                                                                            |
| Минимум, °C (°F)                                                                    | 1,2 (34,2)                                                                          | 1,3 (34,3)                                                                          | 2,5 (36,5)                                                                          | 3,9 (39)                                                                            | 6,2 (43,2)                                                                          | 9,0 (48,2)                                                                          | 11,1 (52)                                                                           | 10,8 (51,4)                                                                         | 9,1 (48,4)                                                                          | 6,2 (43,2)                                                                          | 3,6 (38,5)                                                                          | 1,1 (34)                                                                            | 5,5 (41,9)                                                                          |
| Апсолутни минимум, °C (°F)                                                          | −17,4 (0,7)                                                                         | −15,0 (5)                                                                           | −12,5 (9,5)                                                                         | −5,4 (22,3)                                                                         | −3,9 (25)                                                                           | 1,2 (34,2)                                                                          | 0,8 (33,4)                                                                          | 1,1 (34)                                                                            | −4,0 (24,8)                                                                         | −7,1 (19,2)                                                                         | −10,4 (13,3)                                                                        | −19,9 (−3,8)                                                                        | −19,9 (−3,8)                                                                        |
| Количина падавина, mm (in)                                                          | 153,0 (6,024)                                                                       | 112,3 (4,421)                                                                       | 124,8 (4,913)                                                                       | 67,4 (2,654)                                                                        | 65,3 (2,571)                                                                        | 73,4 (2,89)                                                                         | 77,7 (3,059)                                                                        | 100,9 (3,972)                                                                       | 123,9 (4,878)                                                                       | 142,6 (5,614)                                                                       | 131,7 (5,185)                                                                       | 145,6 (5,732)                                                                       | 1.318,4 (51,906)                                                                    |
| Дани са падавинама (≥ 1.0 mm)                                                       | 18,1                                                                                | 13,4                                                                                | 16,6                                                                                | 13,1                                                                                | 11,3                                                                                | 11,5                                                                                | 13,3                                                                                | 12,2                                                                                | 14,2                                                                                | 17,0                                                                                | 17,8                                                                                | 16,2                                                                                | 174,6                                                                               |
| Сунчани сати — месечни просек                                                       | 44,7                                                                                | 72,0                                                                                | 103,5                                                                               | 140,1                                                                               | 189,5                                                                               | 161,7                                                                               | 169,9                                                                               | 158,5                                                                               | 117,5                                                                               | 89,1                                                                                | 57,4                                                                                | 44,2                                                                                | 1.348,1                                                                             |
| Извор: MetOffice                                                                    |                                                                                     |                                                                                     |                                                                                     |                                                                                     |                                                                                     |                                                                                     |                                                                                     |                                                                                     |                                                                                     |                                                                                     |                                                                                     |                                                                                     |                                                                                     |

## Становништво
Према процени, у граду је 2008. живело 604.355 становника.
| 1981.   | 1991.   | 2001.   |
| ------- | ------- | ------- |
| 765.030 | 658.379 | 629.501 |

## Партнерски градови
- Витлејем
- Нирнберг
- Марсељ
- Ростов на Дону
- Торино
- Хавана
- Лахор
- Барга